# 土星の太陽面通過 (天王星)

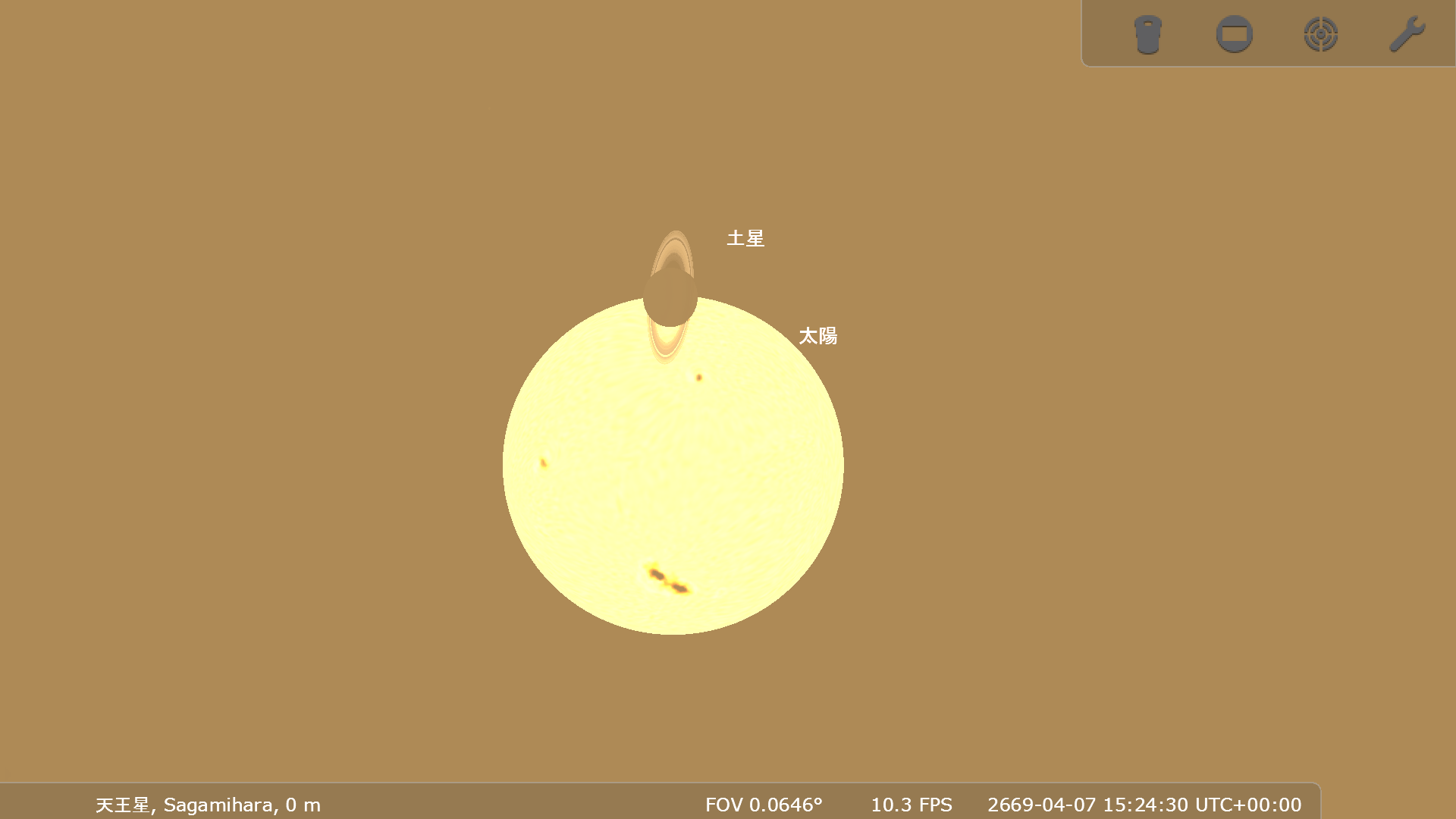
2669年に見られる太陽面通過

天王星における土星の太陽面通過（どせいのたいようめんつうか）とは、天王星と太陽のちょうど間に土星が入り、太陽面を通過する天文現象である。
天王星における土星の太陽面通過は、紀元前125000年から125000年の25万年間で67回ある。前回は紀元前4635年7月19日、次回は2669年4月7日に起こる。

## 太陽面通過の起こる日
日付は最大食の日付(UTC)。ここでの「BC」は紀元前を示す。
| 年月日            | 最大食 |
| ----------------- | ------ |
| BC25501年3月8日   | 23:06  |
| BC24332年6月5日   | 23:31  |
| BC23101年10月28日 | 21:36  |
| BC21422年6月6日   | 10:33  |
| BC4635年7月19日   | 21:50  |
| 2669年4月8日      | 04:04  |
| 19586年9月8日     | 18:57  |
| 23489年5月18日    | 22:04  |
| 23532年11月18日   | 19:40  |
| 25211年7月20日    | 06:00  |